# Menin (titre)
Pour les articles homonymes, voir Menin (homonymie).

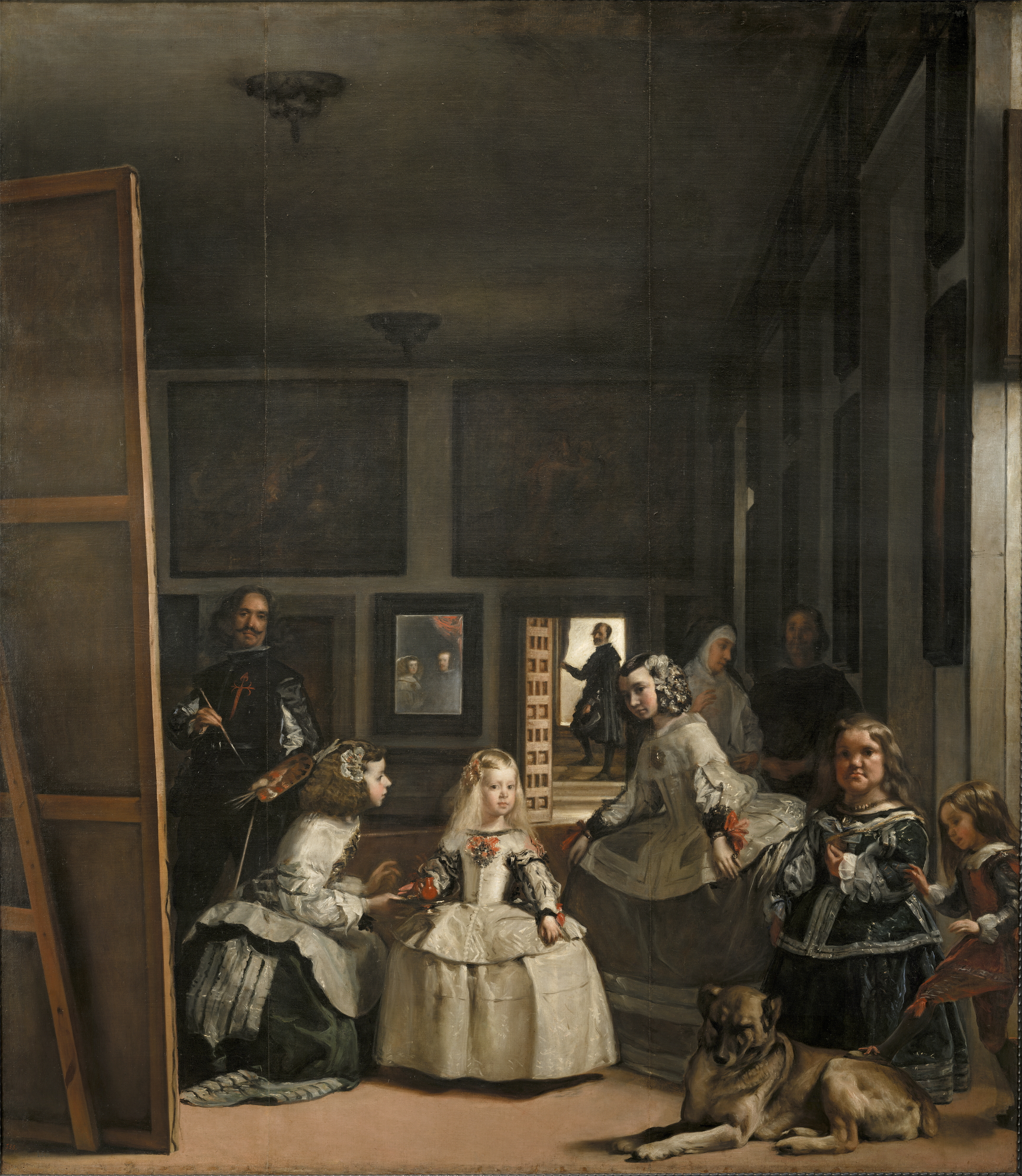
Les Ménines, de Diego Velázquez.

En France, le titre de menin était attribué aux six gentilshommes qui étaient affectés particulièrement à la personne du Dauphin. On les appelait aussi gentilshommes de la manche, car il leur était interdit de tenir le prince héritier par la main.
Venu d'Espagne, où le mot (en espagnol menino, importé du portugais) désignait un jeune noble donné pour compagnon aux enfants royaux, ce mot fut employé pour la première fois en France quand on composa, en 1680, la maison du Grand Dauphin, le fils ainé du Roi Louis XIV.
Parmi les personnalités ayant occupé cette charge sous l'Ancien Régime, on peut citer le marquis de Dangeau, le marquis de Mimeure et le comte du Muy.
Sous la Restauration, qui remit en vigueur nombre des anciennes charges de cour, le duc d'Angoulême (le futur Louis XIX, devenu Dauphin à l'avènement de Charles X en 1824) eut également ses menins, parmi lesquels le marquis d'Osmond.
En Espagne, le mot peut se féminiser lorsqu'il désigne des jeunes filles données pour compagnes à une princesse royale, comme on le voit dans le titre du célèbre tableau de Vélasquez : Les Ménines.